# Pietro Isvalies
Pietro Isvalies (ur. ok. 1450, zm. 22 września 1511 w Cesenie) – włoski kardynał. Pochodził z Mesyny na Sycylii, jego rodzice byli prawdopodobnie hiszpańskiego pochodzenia.

## Życiorys
Był gubernatorem Rzymu w latach 1496–1500. W 1497 został wybrany arcybiskupem Reggio di Calabria (zrezygnował w 1506 na rzecz swojego bratanka Francisco). Papież Aleksander VI w 1500 mianował go kardynałem oraz legatem a latere w Polsce i na Węgrzech. Był administratorem diecezji Veszprém (od 1503) i Ourense (od 1507) oraz archidiecezji Mesyna (od 1510). Uczestniczył w drugim konklawe 1503. Działał w kurii jako kardynał protektor Polski, Czech i Węgier wobec Stolicy Apostolskiej. Był legatem w Bolonii i Romanii od 24 maja 1511 aż do śmierci. Pełnił funkcję archiprezbitera bazyliki liberiańskiej.